# Monteverdi Safari
Monteverdi Safari – samochód sportowo-użytkowy produkowany przez szwajcarską firmę Monteverdi w latach 1976–1982. Dostępny tylko w wersji 3-drzwiowej. Do napędu użyto pochodzącego od IHC silnika 5,6 l. Moc przenoszona była na obie osie poprzez 3-biegową automatyczną skrzynię biegów.

## Dane techniczne

### Silnik
- V8 5,7 l (5653 cm³), 2 zawory na cylinder, OHV
- Układ zasilania: gaźnik
- Średnica × skok tłoka: 98,43 × 92,87 mm
- Stopień sprężania: 8,3:1
- Moc maksymalna: 165 KM (121 kW) przy 3600 obr./min
- Maksymalny moment obrotowy: 402 N·m przy 2000 obr./min

### Osiągi
- Prędkość maksymalna: 170 km/h
- Przyspieszenie 0-100 km/h: 10,0 s
- Średnie zużycie paliwa: 20,5 l/100 km

### Inne
- Opony: 235 R15
- Rozstaw kół tył/przód: 1460/1460 mm

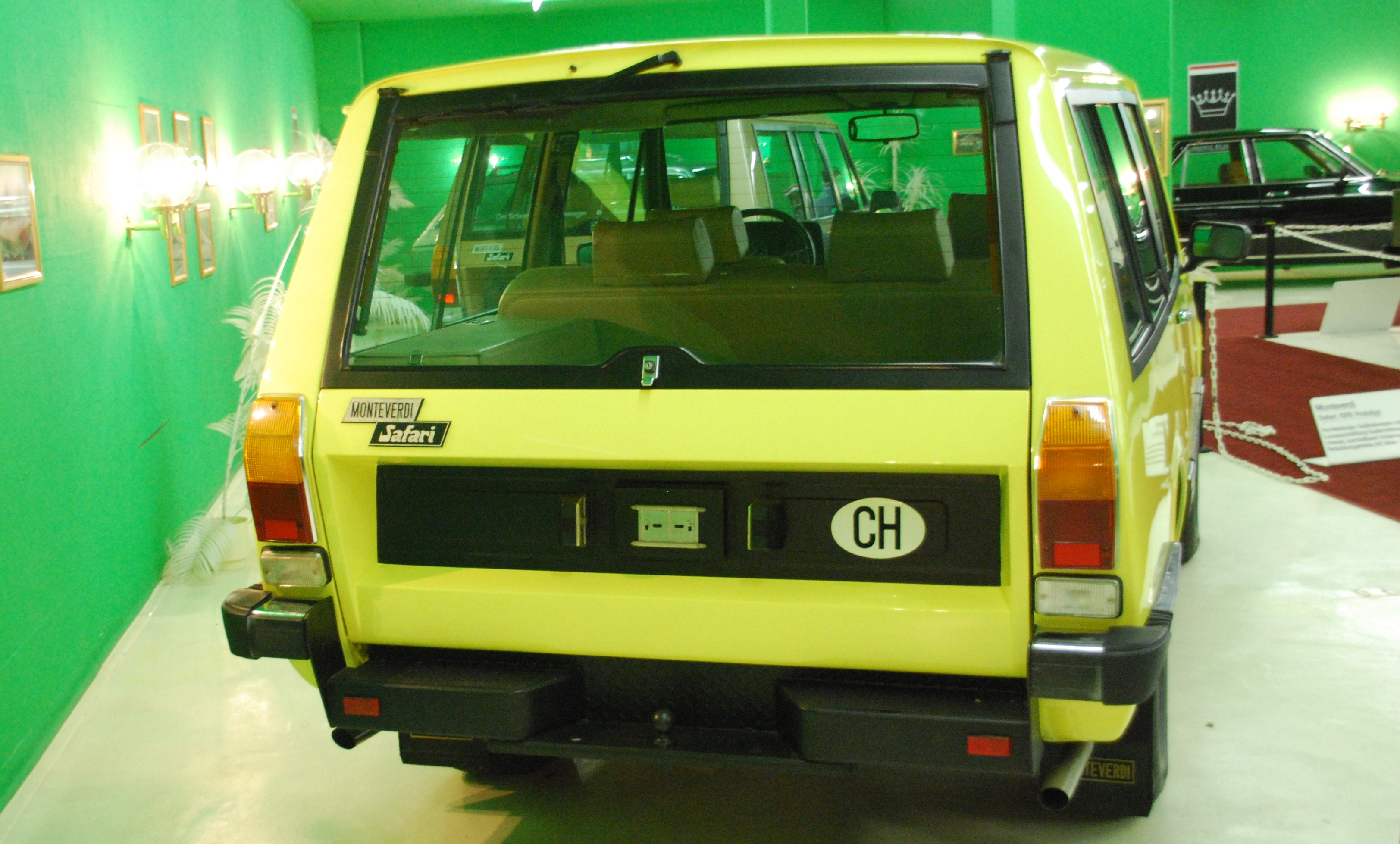
Tył nadwozia

- Promień skrętu: 5,45 m